# Memoriał Zdzisława Ambroziaka
Memoriał Zdzisława Ambroziaka – siatkarski turniej towarzyski rozgrywany jesienią przed rozpoczęciem rozgrywek ligowych w Polsce organizowany w celu uczczenia pamięci Zdzisława Ambroziaka. Pierwszy turniej odbył się w 2006 roku. Memoriał organizuje Fundacja im. Zdzisława Ambroziaka powstała w 2007 roku. Mecze odbywają się w Warszawie. W roku 2018 turniej nie został przeprowadzony.
W turnieju udział biorą kluby grające w danym sezonie w najwyższej klasie rozgrywek klubowych w Polsce.
Najwięcej razy w Memoriale Zdzisława Ambroziaka tryumfowała Skra Bełchatów.

## Turnieje
| Turniej | Rok  | 1. miejsce                  | 2. miejsce                  | 3. miejsce                      |
| ------- | ---- | --------------------------- | --------------------------- | ------------------------------- |
| I       | 2006 | PZU AZS Olsztyn             | Resovia                     | Jastrzębski Węgiel              |
| II      | 2007 | PGE Skra Bełchatów          | Asseco Resovia Rzeszów      | Wkręt-Met Domex AZS Częstochowa |
| III     | 2008 | PGE Skra Bełchatów          | Asseco Resovia Rzeszów      | Domex Tytan AZS Częstochowa     |
| IV      | 2009 | PGE Skra Bełchatów          | Domex Tytan AZS Częstochowa | Asseco Resovia Rzeszów          |
| V       | 2010 | AZS Politechnika Warszawska | PGE Skra Bełchatów          | Tytan AZS Częstochowa           |
| VI      | 2011 | Fart Kielce                 | ZAKSA Kędzierzyn-Koźle      | Tytan AZS Częstochowa           |
| VII     | 2012 | PGE Skra Bełchatów          | Arkas Spor Izmir            | ZAKSA Kędzierzyn-Koźle          |
| VIII    | 2013 | AZS Politechnika Warszawska | Sir Safety Perugia          | ZAKSA Kędzierzyn-Koźle          |
| IX      | 2014 | Asseco Resovia Rzeszów      | AZS Politechnika Warszawska | ZAKSA Kędzierzyn-Koźle          |
| X       | 2015 | Asseco Resovia Rzeszów      | AZS Politechnika Warszawska | Indykpol AZS Olsztyn            |
| XI      | 2016 | Asseco Resovia Rzeszów      | AZS Politechnika Warszawska | Lotos Trefl Gdańsk              |
| XII     | 2017 | Indykpol AZS Olsztyn        | Trefl Gdańsk                | Onico Warszawa                  |

## MVP
- 2006 –  Michał Kaczmarek
- 2007 –  Stéphane Antiga
- 2008 –  Dawid Murek
- 2009 –  Bartosz Kurek
- 2010 –  Zbigniew Bartman
- 2011 –  Marcus Nilsson
- 2012 –  Michał Winiarski
- 2013 –  Artur Szalpuk
- 2014 –  Dawid Dryja
- 2015 –  Aleksander Śliwka
- 2016 –  Guillaume Samica
- 2017 –  Paweł Woicki